# (3971) Voronikhin
(3971) Voronikhin es un asteroide perteneciente al cinturón de asteroides, descubierto el 23 de diciembre de 1979 por la astrónoma ucraniana Liudmila Zhuravliova desde el Observatorio Astrofísico de Crimea (República de Crimea).

## Designación y nombre
Designado provisionalmente como 1979 YM8. Fue nombrado Voronikhin en honor al arquitecto ruso Andréi Voronijin.